# Antapistis
Antapistis é um gênero de traça pertencente à família Arctiidae.